# 376
| 376                |
| ------------------ |
| Dødsfald - Fødsler |
|                    |

| Gregoriansk kalender | 376 CCCLXXVI            |
| Ab urbe condita      | 1129                    |
| Armensk kalender     | I/T                     |
| Kinesiske kalender   | 3072 – 3073 乙亥 – 丙子 |
| Etiopisk kalender    | 368 – 369               |
| Jødisk kalender      | 4136 – 4137             |
| Hindukalendere       |                         |
| - Vikram Samvat      | 431 – 432               |
| - Shaka Samvat       | 298 – 299               |
| - Kali Yuga          | 3477 – 3478             |
| Iransk kalender      | 246 BP – 245 BP         |
| Islamisk kalender    | 254 BH – 253 BH         |

Se også 376 (tal)